# 恆春楨楠
（學名：Machilus obovatifolia），为樟科润楠属下的台灣特有種。